# 復仇者聯盟2：奧創紀元
《復仇者聯盟2：奧創紀元》是一部於2015年上映的美國超級英雄電影，由漫威影業製作，華特迪士尼影業發行。本片為漫威電影宇宙的第11部作品以及2012年的影片《復仇者聯盟》的續集。本片由喬斯·溫登自編自導，並由多名演员共同出演，包括小勞勃·道尼、克里斯·漢斯沃、克里斯·伊凡、馬克·盧法洛、史嘉蕾·喬韓森、傑瑞米·雷納、亞倫·強森、伊莉莎白·歐森、當·卓度、保羅·畢丹尼、安東尼·麥奇、占士·史碧達、史戴倫·史柯斯嘉、海莉·艾特沃、伊卓瑞斯·艾巴以及山繆·傑克森。
電影於2015年5月1日在美國上映。該片發行後得到了評論家的積極評論，但總體來說不及前作。本作票房亦登上當時全球歷史第五名，也是漫威電影宇宙：第二階段中票房最高的電影。兩部續集《復仇者聯盟3：無限之戰》與《復仇者聯盟：終局之戰》分別於2018年4月27日和2019年4月26日在美國上映。

## 劇情
神盾局解散後，由東尼·史塔克、史提芬·羅傑斯、索爾、娜塔莎·羅曼諾夫、布魯斯·班納以及克林特·巴頓組成的復仇者聯盟負責全力搜查九頭蛇的下落，這次透過“盟友”提供的情報而進攻位於東歐的國家「蘇科維亞」的科研基地，基地負責人沃夫岡·馮·史特拉克釋放出以洛基的權杖力量獲得異能力的皮特洛和汪達·麥西莫夫兄妹。皮特洛用超音速擊敗巴頓，汪達暗中用幻象術迷惑東尼的大腦，利用他內心的“恐懼創傷”動搖他。兩兄妹逃跑後，復仇者成功攻下基地，史特拉克被軍方捕獲，權杖也被復仇者回收。全體復仇者回到紐約的復仇者大樓，東尼分析權杖內部發現裡面的一種罕見的人工智能生命體，被創傷所動搖的他而決定將其用於軍事方面。透過和班納夜以繼日的研究，兩人創造出名叫「奧創」的強大人工智能。
奧創剛甦醒不久便從網絡調閱關於復仇者的各種資料，將危害世界的源頭怪罪於人類，他摧毀東尼的人工智能賈維斯，操縱一架破損機器人來到復仇者的慶祝派對，諷刺他們以殺人兇手的身份來塑造英雄本色，操控其餘機器人發起攻擊時搶走權杖。奧創用網絡將自己的意識回到蘇科維亞的九頭蛇基地，重啟史特拉克留下的機器人實驗拼湊一個全新機體和他的大量機械人，並召來皮特洛與汪達作為同伴。瑪莉亞·希爾彙報奧創殺死獄中的史特拉克，但也找到一位和史特拉克合作的南非軍火商尤里西斯·克勞，得知他掌有儲存於非洲隱密國家瓦干達的稀有金屬汎合金。
奧創來到克勞位於南非的武器船廠取得所有汎合金，並砍斷克勞的左手。復仇者們到達後跟他們正面交鋒，但大多數人被汪達用幻象術迷惑，看到各自心中最深層的“陰影”；唯獨索爾看見在家鄉阿斯嘉發生的不明景象。汪達同時迷惑班納的大腦，使其喪失理智而變成浩克跑到約翰尼斯堡大肆破壞。東尼摧毀奧創卻發現其主意識早已逃跑，之後換上阻止浩克失控情形準備的浩克毀滅者而幸運將班納制伏。吃敗仗的復仇者集體撤離至巴頓位於郊區的安全屋，結識巴頓的妻子與孩子們，尼克·福瑞再次現身激勵復仇者。索爾在意他看見的幻象而暫時離隊，去找老友艾瑞克·沙維格探討自己所看到的幻象。奧創在韓國首爾找到與復仇者合作的韓裔遺傳學家趙海倫，命令她立即著手「再生搖籃」：利用人造組織、汎合金與權杖中鑲的寶石，為他造一個完美無缺、更接近人類的身體。
意識傳輸期間，汪達透視奧創的思想看見他企圖滅絕所有人類的真正目的，兄妹倆頓時發現他們在玩火自焚，汪達便解除海倫的心靈控制後使得連線斷開，與皮特洛背叛奧創後在第一時間逃跑。史提芬追上貨車與奧創對打，而皮特洛與汪達決定加入復仇者與奧創對抗。在貨車爭奪戰中，眾人成功奪回再生搖籃，但娜塔莎也被奧創抓走。東尼尋到躲入網絡得以倖存的賈維斯後，跟班納合作將其輸進再生搖籃中，對此反對的史提芬、皮特洛與汪達因此跟他們發生衝突。索爾突然回歸並用雷電啟動再生搖籃，解釋自己這次出行瞭解到權杖中是六種無限寶石之一的心靈寶石。此刻，再生搖籃中的身體「幻視」成功跟賈維斯與心靈寶石合成甦醒，表示自己雖然與奧創同是人工智能機械人，但是會站在「生命」的一方。所有人跟隨娜塔莎發出的求救信號回到蘇科維亞，首先爭取時間開始疏散城市市民。
奧創釋出機械大軍，在位於城市正中央的教堂裡啟動靠汎合金造的陸地合成器，使整座城市陸地上升，企圖透過隕石撞擊方式滅絕人類後由機器人取代。班納潛入基地救出娜塔莎，娜塔莎將他從高處推落釋放出浩克支援戰鬥。隨後，福瑞和希爾駕駛著修復升級過的升空母艦前來幫忙疏散市民，而詹姆斯·羅德擔任空中支援。全體復仇者同心協力阻止成群的機器人，而奧創在網路痕跡被幻視封死、幾近全軍覆沒之下搶一架昆式戰機並用機槍掃射。皮特洛犧牲自己幫巴頓擋槍而英勇陣亡。浩克跳上戰機將奧創扔回城市，汪達拔出奧創的核心作為復仇，最後被幻視及時救離。合成器啟動使整塊陸地全速下墜，東尼與索爾聯手使合成器超載、趕在撞擊地面前在空中瓦解。奧創轉移意識至一架破損機器人準備逃跑，幻視找到他並談論起人類的存活權利後，用寶石能量光束將奧創摧毀。
浩克不情願以自己的樣子回去娜塔莎身邊，因此搭乘無法追蹤的昆式戰機銷聲匿跡。索爾也決定親自去調查無限寶石的事情而離開地球。其他復仇者們得到一個由福瑞、希爾、海倫與艾瑞克組建的復仇者基地，東尼與巴頓也決定暫時隱退安享人生。此時，娜塔莎正因為班納的離去而默默傷心，史提芬安慰她并集結新加入復仇者聯盟的羅德、幻視、山姆·威爾森以及汪達，準備繼續維護世界的安危。在宇宙的另一邊，幕后黑手薩諾斯戴上無限手套，打算親自奪回六顆無限寶石來實施他的大計。

## 演員
| 演員            | 角色                      | 簡介 |
| 小勞勃·道尼     | 「鋼鐵人」東尼·史塔克     | 復仇者聯盟的成員，天才發明家兼億萬富豪，經營一家重要武器公司「史塔克工業」。從洛基的權杖上的寶石中發現了一種人工智慧，於是偷偷地用它來完成奧創，卻為人類帶來滅亡的危機。                                                                       |
| 克里斯·漢斯沃   | 索爾                      | 北歐神話中的奧丁的長子。為了追尋繼弟洛基遺落在地球上的權杖而再度與復仇者聯盟合作。 |
| 克里斯·伊凡     | 「美國隊長」史提芬·羅傑斯 | 瘦弱的他在第二次世界大戰時期參與了「超級士兵計劃」，而且是計畫唯一一個成功的試驗者品，及後成為了「美國隊長」，曾參與二戰，對付犯罪組織九頭蛇。但最後為了拯救世界而墜入格陵蘭並被冰封，在七十年後才被神盾局發現解除冰封，其後加入了復仇者聯盟。 |
| 馬克·盧法洛     | 「綠巨人浩克」布魯斯·班納 | 原是名軍方科學家兼伽瑪射線研究員，目標是重新研發出超級士兵血清，因一次實驗，被照射過量伽瑪射線而導致身體突變，每當他憤怒時就會變身成擁有無窮破壞力的綠色巨人「浩克」。                                                                         |
| 史嘉蕾·喬韓森   | 「黑寡婦」娜塔莎·羅曼諾夫 | 神盾局前成員，先前安排在史塔克工業作臥底來監察史塔克的一舉一動，後為復仇者聯盟一員。以前是位冷酷無情的殺手並且讓神盾局派鷹眼來殺她，但反而被鷹眼邀請她進神盾局工作。                                                                           |
| 傑瑞米·雷納     | 「鷹眼」克林特·巴頓       | 神盾局前特工。曾與黑寡婦是多年好友。箭術高超，能通過弓柄上的無線控制器對箭筒發出指令，為箭支裝上各種用途的特殊箭頭，包括延時爆炸、散射爆炸以及攀牆用的勾爪與繩索等等。                                                                         |
| 亞倫·強森       | 「快銀」皮特洛·麥西莫夫   | 孤兒，小時候因為史塔克工業製造的武器而失去了父母，於是為了復仇而自願加入九頭蛇的人體實驗，能以超音速進行奔馳，其能力由洛基的奇塔瑞權杖開啟。                                                                                                   |
| 伊莉莎白·歐森   | 汪達·麥西莫夫             | 皮特洛的雙胞胎妹妹，從小與哥哥相依為命，自願加入九頭蛇的人體實驗，能以操縱幻像魔法及混沌魔法作為攻擊，並擁有遠端操縱他人腦部的能力和心靈輸送的能力，其能力由洛基的奇塔瑞權杖開啟。                                                             |
| 詹姆斯·史派德   | 奧創                      | 本片反派，由東尼從洛基的權杖的心靈寶石中發現的神經元構造為基準製造出的人工智能機器人，原本要用以代替復仇者守護世界，然而奧創卻透過不斷自我學習認為人類是造成地球混亂的一切根源而打算消滅人類。                                                 |
| 保羅·彼特尼     | 卓維                      | 東尼的人工智慧電腦兼虛擬管家，同時亦是鋼鐵人的電腦系統。幫助史塔克創造奧創，後來發現奧創出了一些錯誤，並試圖將其關閉不成反被奧創摧毀。 |
| 保羅·彼特尼     | 幻視                      | 東尼設計的人工智能管家「賈維斯」的升級版本，身體是奧創利用「再生搖籃」製造並由汎合金為材料，生命來源來自於權杖上的心靈寶石，後來由班納和東尼上傳賈維斯的意識完成，最後成為寶石的主要保管者。另外他是繼奧丁和索爾後，第三位拿起雷霆戰鎚的人。   |
| 山繆·傑克森     | 尼克·福瑞                 | 神盾局前局長，假死後開始調查九頭蛇的殘黨，最後選擇再度現身，帶著自己剩餘的忠誠神盾局的成員支援復仇者聯盟。 |
| 唐·奇鐸         | 「戰爭機器」詹姆斯·羅德   | 東尼的拍檔，美國空軍軍事採購聯絡人，當年在麻省理工學院進修航空學時認識了東尼，為史塔克工業與美國空軍之間的聯絡橋梁。是東尼少數幾個值得信賴的朋友，絕大部分時間耐心的對待那個容易衝動的天才。於片尾加入復仇者聯盟。                             |
| 湯瑪斯·柯瑞奇曼 | 沃夫岡·馮·史特拉克        | 九頭蛇現任領袖，將九頭蛇組織視為自己的踏板，持有洛基的奇塔瑞權杖並對快銀及緋紅女巫進行人體實驗，趁著美國隊長等人掃蕩其餘九頭蛇殘黨的時候暗中策劃陰謀。                                                                                         |
| 安東尼·麥基     | 「獵鷹」山姆·威爾森       | 前美軍退役傘兵，美國隊長的盟友，擅長使用便攜的高科技飛行翼進行空中作戰和掩護，於片尾加入復仇者聯盟。 |

### 其他登場人物
| 演員            | 角色          | 備註 |
| 金秀賢          | 趙海倫        | 韓裔醫學博士，世界級的遺傳學家，再生搖籃的創始人。身為復仇者們的盟友，與布魯斯·班納在復仇者大樓的實驗室共事，用她的研究為復仇者的戰鬥提供了技術支持。                  |
| 安迪·瑟克斯     | 尤里西斯·克勞 | 南非物理學家兼軍火商，為黑豹的主要敵人，被迫與奧創前往其所在地搶奪所採集而來的汎合金，預備製造其振金身體。                                                             |
| 嘉莉·干頓       | 「星期五」    | 東尼的新人工智能電腦系管家，最後接替了賈維斯的位置，與賈維斯不同，她是一位有蘇格蘭口音的女聲。在漫畫中，她才是真正的電腦系統，賈維斯只是一個管家。                     |
| 茱莉·蝶兒       | B夫人         | 訓練黑寡婦成為刺客的導師，出現在黑寡婦的幻覺中。 |
| 蔻碧·史莫德     | 瑪莉亞·希爾   | 前神盾局特工兼副局長，尼克的左右手，在史塔克工業任職並成為復仇者聯盟的強力支援。                                                                                       |
| 史戴倫·史柯斯嘉 | 艾瑞克·沙維格 | 天體科學家，索爾在地球的朋友，本作中協助索爾前往「視界之水」所在地。                                                                                                   |
| 蓮達·卡黛蓮妮   | 蘿拉·巴頓     | 鷹眼的妻子。 |
| 海莉·艾特沃     | 佩姬·卡特     | 神盾局的創始人之一，以年輕時的樣貌在美國隊長的幻覺中現身。 |
| 伊卓瑞斯·艾巴   | 海姆達爾      | 阿斯嘉特的守護者，負責掌管彩虹橋的運作。在索爾的幻覺裡出現。 |
| 湯·希度士頓     | 洛基          | 索爾的弟弟，勞菲的親生兒子，奧丁的養子，不僅渴望權力，覬覦王位，其征服的野心也相當強烈。片中戲分在最終上映版本被刪減，僅在索爾的幻覺裡有驚鴻一瞥，其在海姆達爾的身後。 |
| 喬許·布洛林     | 薩諾斯        | 泰坦霸王，掌握著宇宙強權，片末戴上無限手套準備親自迎戰復仇者聯盟。 |
| 史丹·李         | 退伍軍人      | 退伍軍人，於復仇者大厦舉行派對中，一名討索爾的酒喝的人。 |

## 角色版權問題
由於在2019年華特迪士尼公司收购二十世紀福斯之前，福斯持有緋紅女巫和快銀的版權，所以他們在電影中不會提及跟X戰警系列電影人物的任何關係，也不能使用各自的稱號。兩人於電影前傳漫畫《復仇者聯盟：奧創紀元序章-權杖之島》（Avengers: Age of Ultron Prelude - This Scepter'd Isle）參加九頭蛇利用權杖進行的實驗，因此能力獲得解放。
此外，在片中，奧創對待汪達、快銀兩人如同自己子女般，告訴他們人類大量的滅亡才能讓人們進化，而自己被復仇者打敗後曾告訴汪達說要她在蘇科維亞爆炸前逃走。奧創這嚴父般的特質其實是向版權不在迪士尼手上的萬磁王致敬（原作中汪達和快銀為其子女）。

## 制作

### 選角

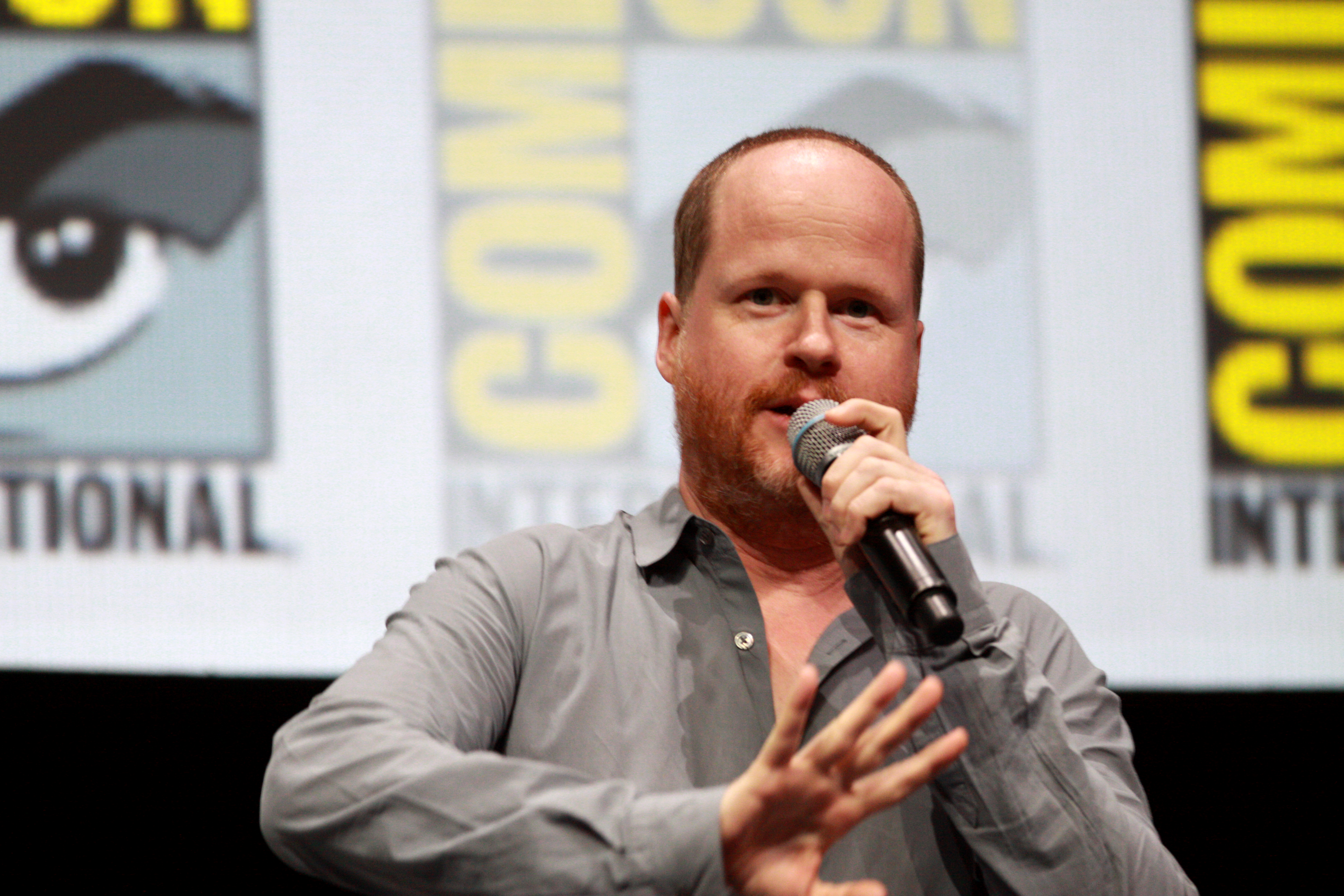
喬斯·溫登在2013年圣地亚哥国际动漫展上宣传本片

2013年6月20日，漫威製作室宣佈小勞勃·道尼將會在《復仇者聯盟2》和《復仇者聯盟3》中繼續飾演鋼鐵人。
2013年8月29日，漫威製作室宣佈占士·史碧達將會飾演奧創。
2013年10月30日，亞倫·強森確認會飾演快銀一角。
2013年11月25日，官方正式宣佈亞倫·強森與伊莉莎白·歐森分別飾演快銀與緋紅女巫，兩位演員此前曾在2014年電影《哥吉拉》中飾演過一對夫妻。
2014年3月1日，確認湯瑪士·基斯曼將飾演史特拉克男爵。
2014年3月7日，韓國女演員金秀賢獲選飾演其中一個角色，不過由於會洩露劇情，因此沒有公佈詳細角色資料。

### 場景
2014年3月14日，漫威製作室宣佈復仇者大廈將出現於《復仇者聯盟2：奧創紀元》，並且是由原本的史塔克大廈改建而成。

### 拍攝

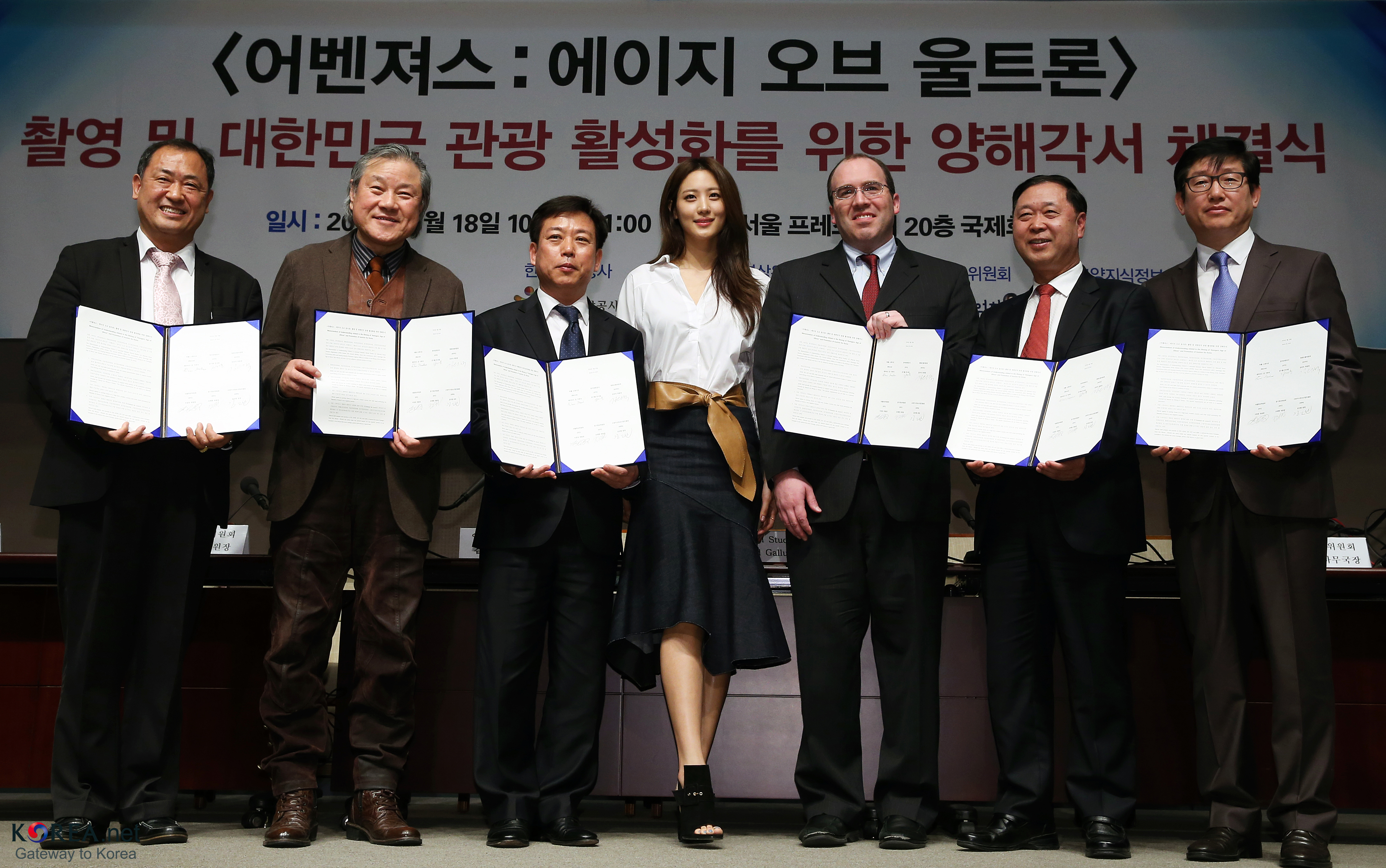
2014年3月，韩国电影委员会成员与漫威影业高管在首尔签署一项谅解备忘录，女演员金秀贤（中）出席了此次签约仪式

影片推迟至2014年2月11日星期二于南非约翰内斯堡开机
。第二单元剧组脱离主演拍摄动作场面，把约翰内斯堡中央商务区作为變形俠醫登场一幕的背景板，拍摄为期两周。3月中旬，由本·戴維斯负责的主体拍摄于伦敦郊区谢珀顿工作室开始，拍摄预期至少四个月。3月22日，剧组转战意大利巴爾堡，3月28日在瓦莱达奥斯塔地区结束拍摄。该地区将在片中作为虚构的东欧国家索科维亚，剧组将当地店铺门面换成西里尔字母。韩国的拍摄于3月30日在麻浦大桥开始，并在首尔各地区取景，一直持续到4月14日。剧组在首尔把摄像机绑在无人机和赛车上，已获得独特的拍摄角度和镜头。汉江人工岛在片中称为Saebit Dungdungseom，作为IT机构的总部。奥创攻击该城市的镜头取景于江南区。
4月8日，在英国汉普郡霍利伍兹的拍摄开始。4月8日，曾出演过漫威电影宇宙电影的海莉·阿特维尔现身利福里舞厅，拍摄20世纪40年代的倒叙镜头。6月中旬，剧组在诺里奇东英吉利亚大学和肯特郡多佛尔城堡取景，7月在伦敦警察厅训练场拍摄，此处在片中作为索科维亚的一个城市。此外，剧组还在孟加拉国吉大港市吉大港拆船码头和纽约市取景。8月6日，佐斯·韋頓在社交媒体上宣布已经完成本片的主体拍摄工作。
在谢珀顿及英国其他地区的拍摄让韦登得到“许多不同的景观、纹理和氛围”，并给予电影与前作不同的调色板和新鲜的美感。韦登还表示：“我们所拍的这部电影（与第一部电影）很不同。我用了许多摄像头，用长镜头拍摄，这是我一般不会做的”，他打算把电影拍成一部纪录片。布景师查尔斯·伍德建立了一套巨大的新复仇者大厦，是漫威电影有史以来最大型的建筑之一。该场景与环境和楼层有多重联系。为了描绘快银的速度特效，这些场景用超高速摄影机拍摄，后与由亞倫·強森使用常规速度拍摄的场景相结合。

### 后期制作

为新复仇者训练的设施的原始镜头（上）及使用由Method工作室制作的CG渲染后的完整场景（下）

2014年2月，光影魔幻工业宣布计划开放位于伦敦的设施，表示《复仇者联盟2：奥创纪元》会是本次拓展的催化剂。光影魔幻工业开发了名为“Muse”的新运动捕捉系统，能更好地结合不同的需要捕捉演员的表演。麥克·雷法路在谈到动作捕捉过程时表示：“我们已经做了很多动作捕捉。由于现在面部捕捉和动作捕捉可以共同完成，你能得到更多身为演员的余地......而不像以往CGI的基本占位符，该项技术变得更具协作性。演员真的能给它增加表演。现在这项技术又向前迈进了一步......更重要的是把它放到第一单元的制作中，但他们现在同样开始关心动作捕捉......我认为动作捕捉能让我们以令人难以置信的新方式投入到表演中，我们以前可没有过这种木偶般的体验。你知道，你不再被年龄、体重、身高等你身为人的特性所缩小。这些都不不再重要了。所以走进神秘感是让人感到兴奋的地方。」
2014年6月，IMAX公司宣布影片IMAX版本的发行将转换为IMAX 3D。2014年8月，斯特兰·斯卡斯加德透露将出演艾瑞克·沙維格一角。2014年10月，执行制片人维多利亚·阿隆索表示，电影预计出现7到12家视觉特效公司制作的3000个特效镜头。2014年11月，伊德瑞斯·艾尔巴证实他将出演海姆達爾一角，而汤姆·希德勒斯顿将出演洛基，否认了凱文·費吉此前洛基将不会参演本剧的断言
。溫登后来解释艾尔巴和阿特维尔将在复仇者们探索绯红女巫的超能力一幕中出现。2014年12月，韩国女演员金秀贤宣布饰演趙海倫博士。其他的场景预定于2015年1月在松林制片厂开机。2015年2月，漫威在宣传材料中证实安迪·沙基斯将在影片中饰演尤里西斯·克勞。月底，安东尼·麦凯透过影片官方海报演职员名单部分证实将再度饰演「猎鹰」山姆·威尔逊。2015年4月初，琳达·卡德里尼和茱莉·蝶兒宣布参演。同时，韋頓表示电影不会按照漫威电影宇宙电影惯例提供片尾彩蛋。溫登试图想出片尾彩蛋，但认为不能把“沙威玛式场景”放在电影首位。他解释道：“似乎电影不能故技重施了，我们希望这种感觉是对的。制作续集的第一条要则是充分利用时间来做其他的事情。不再用《夺宝奇兵》式的枪战把戏是不同的。尽管往其他方面去想，不去尝试触及同一个高潮，因为人们会厌倦的。”然而費治澄清“电影在演职员名单前会有片段，但不会在演职员名单后带彩蛋。”

## 配乐
2014年3月，布莱恩·泰勒取代前作的亚伦·史维斯查为本片配乐，本片也是他继2013年的《钢铁侠3》和《雷神2：黑暗世界》后第三部与漫威合作的电影。泰勒表示配乐将向约翰·威廉斯配乐作品《星球大战》、《超人》和《夺宝奇兵》致敬，为《钢铁侠》、《雷神》和《美國隊長：復仇者先鋒》电影参考其配乐，创造类似的音乐世界，他表示：“（配乐的）目标是肯定的，你必须在怀旧中预先创作，那样你才会将其联系起来。”丹尼·葉夫曼也参与了配乐，使用了史维斯查在第一部中的主题音乐，创造出新的混搭主题乐。好莱坞唱片于2015年4月28日发行了专辑的数位版，唱片版预计于5月19日发行。

## 市場推廣
2014年7月17日，美國雜誌《娛樂周刊》以奧創、「鋼鐵人」小勞勃·道尼及「美國隊長」克里斯·伊凡的合照作為封面。

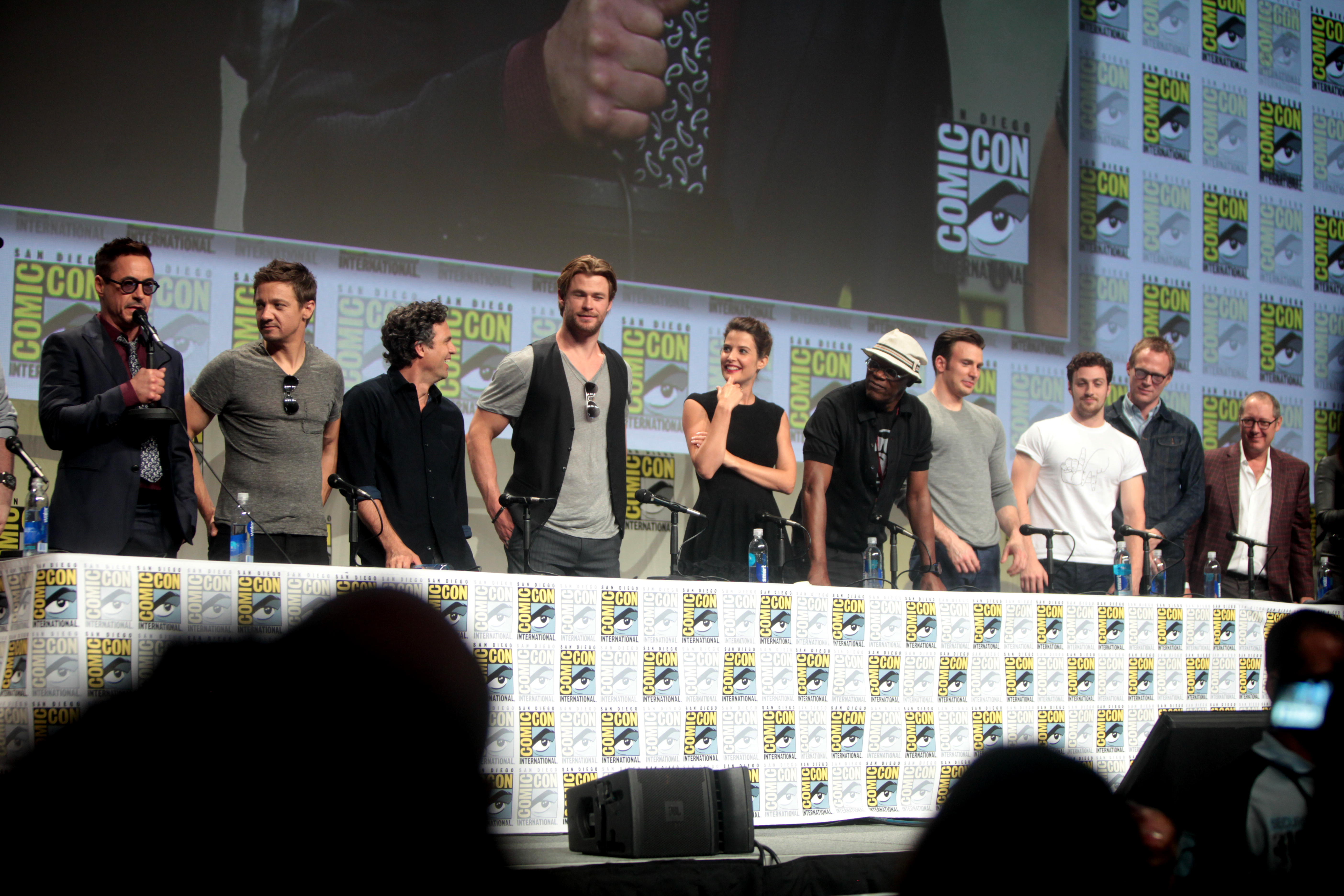
《復仇者聯盟2：奧創紀元》演员出席2014年聖地亞哥國際動漫展

2014年7月27日，在聖地亞哥動漫展中，「鋼鐵人」小勞勃·道尼聯同《復仇者聯盟》續集的夥伴包括「鷹眼」謝洛美·維納、「變形俠醫」麥克·雷法路、「雷神」克里斯·漢斯沃、神盾局女探員蔻碧·史莫德、神盾局局長山繆·傑克森、「美國隊長」克里斯·伊凡、「快銀」艾倫·莊遜及「幻視」保羅·畢丹尼一起現身宣傳。
2014年10月21日，據透露，首部預告片將於2014年10月28日在ABC的電視劇《神盾局特工》播出前釋出。然而，在10月22日，預告片網上洩露，使得官方提前將預告片釋出。《[娛樂周刊》和《好萊塢記者》報導，本預告片使用的配樂是《木偶奇遇記》（1940年）中的「I've Got No Strings」一歌曲。
2014年11月，ABC播出了一個小時的電視特別節目《Marvel 75 Years: From Pulp to Pop!》，其中還一同釋出了本片的幕後花絮片段。
在2015年2月3日，漫威釋出了一部名為《復仇者聯盟：奧創紀元序章-權杖之島》（Avengers: Age of Ultron Prelude - This Scepter'd Isle），敘述緋紅女巫和快銀的能力起源與史特拉克男爵如何取得洛基的權杖。2015年2月底，官方正式海報釋出。《好萊塢記者》的格雷姆·麥克米蘭批評其缺乏原創性，稱這是「與第一部《復仇者聯盟》相似處多，除了後方添加的機器人（奧創）」。事實上，它包含許多其他MCU第二階段電影海報的相似處。麥克米蘭的結論，「漫威的海報並不都是這樣；在第一階段的編排較為傳統，有趣的是，色調和明亮的色彩很嚴謹，一切平靜自然，隨之而來的是第二階段，當我們再進入第三階段，我們會看到別的東西，但如果沒有，我們希望《復仇者聯盟2：奧創紀元》將被證明是最後一個越來越通用的、枯燥的海報時代。」
最終版預告於2015年3月4日被粉絲「解鎖」而出，並於《美式懸罪》在3月5日的首播前放映。
2015年4月19日，《復仇者聯盟2：奧創紀元》一眾演員到世界各地宣傳，其中羅拔·唐尼與馬克·盧法洛日前就去到南韓，為綜藝節目《演藝家中介》擔任嘉賓。

### 首映

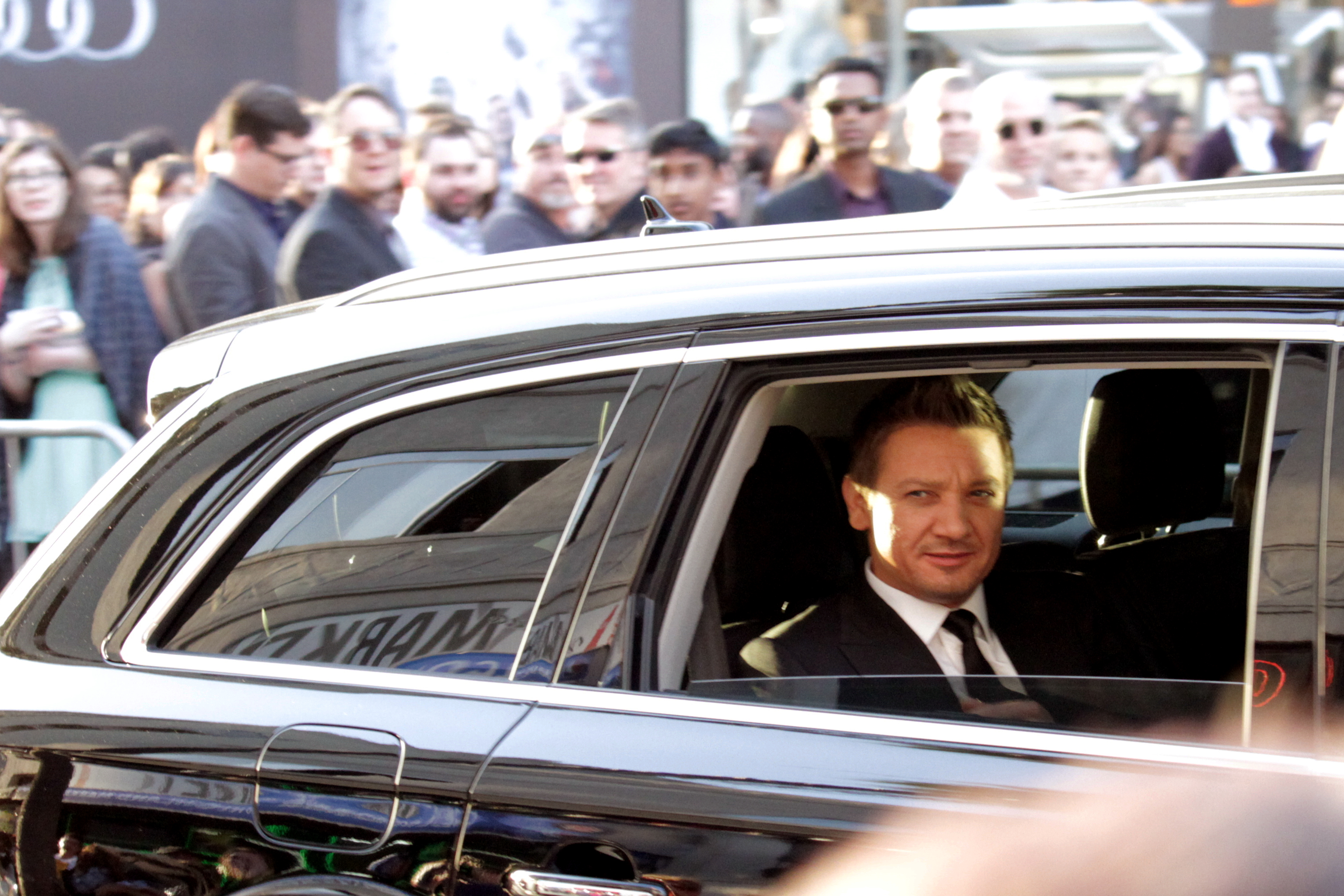
雷纳抵达《复仇者联盟2》全球首映式现场

2015年4月13日《復仇者聯盟2：奧創紀元》在洛杉磯的杜比剧院舉行全球首映，一眾超級英雄全部盛裝雲集會場，史嘉莉·祖安遜低胸現身，艷光四射。「雷神」基斯·咸士禾夫的太太女星埃尔莎·帕塔奇亦有出席，「鐵甲奇俠」羅拔·唐尼與太太從後擁抱，相當浪漫；而「變形俠醫」馬克·盧法洛亦全家出動捧場。「鷹眼」謝洛美·維納就與拍檔華裔女星溫明娜一起出場。一眾超英去罷首映，就齊齊換裝上吉米·坎摩尔直播秀，羅拔更將大家的合照上傳到剛開設的Instagram帳戶上，半日就有逾336,000個讚好。

## 發行
電影於2015年4月22日在台灣上映，4月23日在香港、新加坡及紐西蘭發行，4月24日在英國和愛爾蘭，直到5月1日才在北美上映（含2D和IMAX 3D）。而中國大陸則遲於5月12日才上映。

### 評價
《復仇者聯盟2：奧創紀元》獲得的評價雖以正面居多，但總體評價不及前作。根据評論匯總网站爛番茄汇总的376篇评论文章，76%的评论家给予该作正面评价，使之獲得「認證新鮮」標識，平均打分为6.8分（满分10分）。该网站总结的评论家共识是“豐富和使人跌破眼鏡，《復仇者聯盟2：奧創紀元》作為一部合格使人滿意的續集，重新集結了前作平淡的塑造之新血和一個有價值的敵人。”在Metacritic上，49位影評人共給予了66分的分數（滿分100分），這部電影獲得了「普遍好評」。
據《洛杉磯時報》，本片被影評人認為電影具有足夠的「娛樂性」和「俐落」，但也批評故事有些牽強和不流暢。
与《银河护卫队》发行时有几分相似，电影在中国大陆发行后由于劣质的字幕翻译而获到了褒贬不一的评价，据说是过于字面化的翻译，被认为是“用Google翻译来完成的”。
由于受口碑影响，本作导演在该片上映后宣布退出漫威影业后期的电影制作。

## 票房

#### 北美
首周受拳王的高收視率影響，獲得1.9億美元列居影史開片第二。次周周末收入7,702萬美元，第三週3,883萬元，第四周周末2,800萬，北美累積5億，是目前北美2015票房亞軍，成績雖沒前作《復仇者聯盟》好卻也十分蜚然。首映日5月1日當天得到8,446萬美金，創下北美影史單日票房成績第二名。而IMAX則有300萬美元的票房，此前為《黑暗騎士：黎明昇起》的成績。

#### 海外地區
於2015年4月22日在十一個海外國家，獲得了950萬美元的收入。於2015年4月23日，於十五個國家推出，在兩天內來自二十六個國家收入4,480萬美元的票房。
香港上映四天已經有4,950萬票房，成為香港史上開畫周末4日票房冠軍。香港開畫4日，成為首周票房冠軍，目前已登上香港影史票房第二位，僅次於《阿凡達》，更打破《變形金剛：殲滅世紀》的紀錄。最終票房為1.33億港幣。
5月12日在中國大陸上映，佔了全電影場次的95%，首日取得2億人民幣；上映1周已破10億人民幣，上映兩周13億，受多部大片影響，後勁略顯不足，最终成绩为14.66亿。。
台灣方面，首日票房為新台幣4,756萬元；上映第四天，周六票房為新台幣7,500萬元；首週五天票房為新台幣2.55億元；次週票房累計至新台幣4.3億元；第三週票房累計至新台幣5億元；第四週票房累計至新台幣5.38億元；第五週票房累計至新台幣5.55億元；最終全台票房為新台幣5.65億元。
南韓方面，最終觀影人次為10,494,499人次。
| 上一届： 《玩命關頭7》 | 2015年美國週末票房冠軍 第18-20周 | 下一届： 《完美音调2》 |
| 上一届： 《玩命關頭7》 | 2015年香港一週票房冠軍 第16-19周 | 下一届： 《凸務MADAM》 |
| 上一届： 《玩命關頭7》 | 2015年台北週末票房冠軍 第17-19周 | 下一届： 《完美音调2》 |
| 上一届： 《玩命關頭7》 | 2015年中国一周票房冠军 第20-21周 | 下一届： 《》          |

### 中國大陸版翻译问题
2015年5月12日，零点场观影的新浪微博用户指出电影的翻译存在多处纰漏。而经网友查实，负责字幕翻译的是贾秀琰的师傅、八一电影制片厂的刘大勇。事件发生后，八一厂将刘大勇的回应和原文、对白台词本译文截图放在微博上。八一厂负责人王进喜表示，译制团队从接到项目到最终操作完成，只有不到20天的时间，工作极为窘迫。

## 續集
漫威電影宇宙第三階段目前已確定的電影有2016年《美國隊長3：英雄內戰》，《奇異博士》，2017年《星際異攻隊2》，《雷神索爾3：諸神黃昏》，《黑豹》，2018年《復仇者聯盟3：無限之戰》，《驚奇隊長》，2019年《復仇者聯盟：終局之戰》，同時也確定推出《蜘蛛人：返校日》的重啟電影，預計美國時間2017年7月28日上映。根據報章引述，而小勞勃·道尼將會在《美國隊長3：英雄內戰》繼續演東尼·史達。
《復仇者聯盟3：無限之戰》和《復仇者聯盟：終局之戰》將於2016年底同時進行拍攝。2015年5月7日，漫威確認前两部复仇者联盟的导演和编剧喬斯·溫登将彻底退出漫威的相关制作，同时《美國隊長2》和《美國隊長3：英雄內戰》的編劇，克里斯多佛·馬庫斯和史蒂芬·麥費利取代溫登為電影編寫劇本，而前三部美国队长的导演罗素兄弟则取代溫登负责执导。上下兩部將會完全採用IMAX和ARRI最新的Alexa 65攝影機拍攝，也是好萊塢首次有電影完全用IMAX格式拍攝。

## 備註
1. ↑  依照漫威電影宇宙上映次序。
2. ↑  依照漫威電影宇宙中故事發生的時間次序，參見漫威电影宇宙#時間線。
3. ↑  參見2014年電影《美國隊長2》。
4. 1 2  參見2014年電視劇《神盾局特工》第二季。
5. ↑  後續劇情參見2017年電影《雷神奇俠3：諸神黃昏》。
6. ↑  後續劇情參見2016年電影《美國隊長3：英雄內戰》。
7. ↑  原作中為姊姊。
8. ↑  原作中是由漢克·皮姆創造。

## 外部連結
- 官方网站
- 復仇者聯盟2：奧創紀元的Facebook專頁
- 互联网电影数据库（IMDb）上《復仇者聯盟2：奧創紀元》的资料（英文）
- Box Office Mojo上《復仇者聯盟2：奧創紀元》的資料（英文）
- 爛番茄上《復仇者聯盟2：奧創紀元》的資料（英文）
- Metacritic上《復仇者聯盟2：奧創紀元》的資料（英文）
- AllMovie上《復仇者聯盟2：奧創紀元》的资料（英文）
- 開眼電影網上《復仇者聯盟2：奧創紀元》的資料（繁體中文）
- 时光网上《復仇者聯盟2：奧創紀元》的資料（简体中文）
- 豆瓣电影上《復仇者聯盟2：奧創紀元》的資料 （简体中文）